# Казак, Ярослав Иванович
Казак Ярослав Иванович (род. 25 мая 1944, Борщев, Тернопольская область) — украинский политик, народный депутат Украины 3-го созыва (с сентября 1998 по апрель 2002), академик Нефтегазовой академии Украины.

## Семья
Воспитывался в большой рабочей семье вместе с тремя братьями — Владимиром, Исидором, Евгением. В семье был самым младшим сыном. Старший брат Владимир был известным учителем математики в Борщеве. Его дед — Казак Андрей Теодорович — был одним из основателей в 1895 г. филиалы-читальни в г. Борщеве.
Имеет дочь Татьяну (кандидат медицинских наук), двух сыновей — Владимира и Ярослава, и внука — Алексея.

## Трудовая деятельность
- Трудовую деятельность начал в 1958 г. в г. Борщу сначала учеником, а затем мастером швейного цеха райбыткомбината. В течение 1961—1963 гг. работал дезинфектором в Борщёвськой райбольнице, шофером III класса в Борщевском межрайотделением «Сельхозтехника».
- В 1963 г. поступил в Львовский политехнический институт (Ивано-Франковский институт нефти и газа был на то время одним из факультетов Львовского политехнического института и был основан в 1967 году). Поэтому в 1968 году уже закончил Ивано-Франковский институт нефти и газа по специальности «Машины и оборудование нефтяных и газовых промыслов», таким образом став одним из первых выпускников этого высшего учебного заведения.
- С 1968 г. по 1975 г. работал дизелистом, старшим инженером-механиком, начальником цеха вышкомонтажной в Прилуцком управлении буровых работ Государственного предприятия "Производственное объединение «Укрнафта». Государственное предприятие "Производственное объединение «Укрнафта» в свою очередь было создано на базе Укрнефтекомбината в начале 1945 года и должно обеспечивать добычу нефти (газового конденсата и газа) в Украинской ССР.
- В 1975—1976 гг. находился в служебной командировке в Алжирской НДР как прораб по строительству буровых вышек.
- С 1976 г. по 1977 г. работал старшим инженером производственного отдела Прилуцкого управления буровых работ, а в течение 1977—1987 гг. — начальником цеха, заместителем директора Полтавского тампонажного управления Государственного предприятия "Производственное объединение «Укрнафта».
- В 1987—1990 гг. находился в служебной командировке в Ираке. Работал руководителем контракта по поддержанию пластового давления в скважинах.
- С 1990 г. по 1993 г. — заместитель главного механика Полтавского тампонажного управления Государственного предприятия "Производственное объединение «Укрнафта».
- С 1994 г. по 1998 г. — заместитель начальника управления, начальник отдела, начальник управления, председатель правления ОАО Укрнафта 1997—1998.
- в 1998—2002 гг. — Народный депутат Украины, избранный от 150 мажоритарного Карловского избирательного округа Полтавской области, член Комитета по вопросам строительства транспорта и связи, входил в депутатскую группу «Возрождение регионов».

Принимал активное участие в законодательной деятельности ВР Украины. Автор многих законов, направленных на улучшение экономического состояния страны.

## Звания и награды
- Академик Нефтегазовой академии Украины;
- Государственный служащий I ранга;
- Участник ликвидации аварии на Чернобыльской АЭС;
- Награждён медалью за «Трудовое отличие» (1986 г.), юбилейным орденом Святого Князя Константина Острожского I степени (2002 г.), Благодарностью Президента Украины (1999 г.), благодарностями Кабинета Министров Украины (2000 г., 2001 г.), Грамотой Президента Украины (2001 г.), Грамотой президиума Центрального совета профсоюза работников нефтяной и газовой промышленности (2001 г.), Грамотой Верховной Рады Украины (2002 г.). Его имя внесено в «Золотую книгу Украинской элиты» (2001 г.).